# Proporus lonchitis
Proporus lonchitis är en plattmaskart som beskrevs av Jürgen Dörjes 1971. Proporus lonchitis ingår i släktet Proporus och familjen Proporidae. Inga underarter finns listade i Catalogue of Life.